# Martin-Luther-Kirche (Langen)

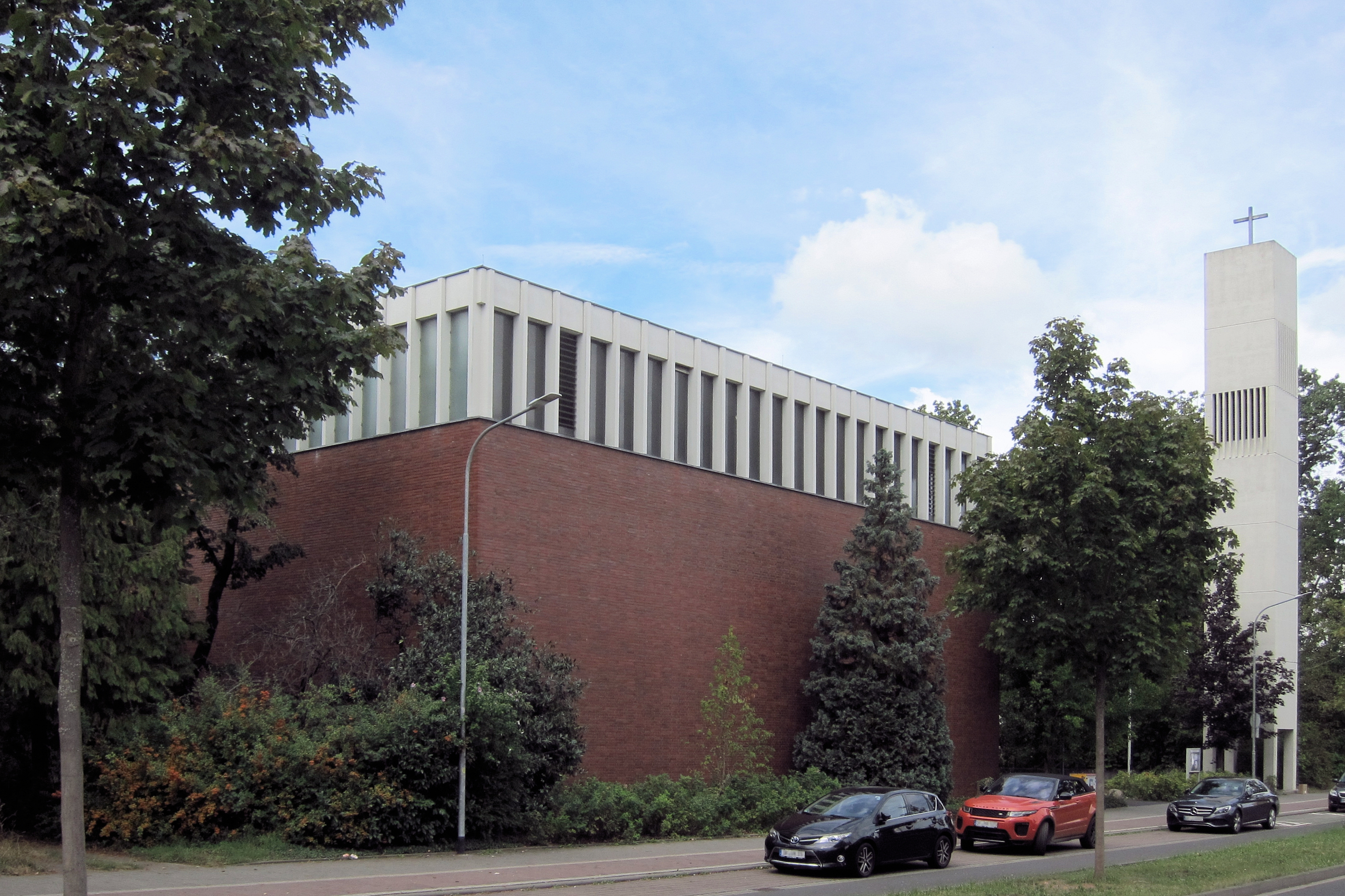
Die Martin-Luther-Kirche in Langen, erbaut 1962–1963

Die evangelische Martin-Luther-Kirche ist ein unter Denkmalschutz stehendes Kirchengebäude im Langener Stadtteil Oberlinden in Südhessen. Die im Stil der Moderne errichtete Kirche ist eines von vier Kirchengebäuden der evangelischen Gemeinde in Langen, die zum Dekanat Dreieich-Rodgau der Evangelischen Kirche in Hessen und Nassau (EKHN) gehört.

## Geschichte
In den 1960er-Jahren entstand südwestlich der Langener Altstadt die „Wohnstadt“ Oberlinden. Da die mit dem Bau beauftragte Wohnungsbaugesellschaft „Nassauische Heimstätte“ neben der Schaffung von Wohnraum auch an der Errichtung von kulturellen und religiösen Bauwerken interessiert war, stellte sie der evangelischen und katholischen Gemeinde in Langen Grundstücke in prominenter Lage im Neubaugebiet zur Verfügung. Im Gegenzug dafür sollten die dort entstehenden Kirchengebäude künstlerisch anspruchsvoll sein und ihre Gestaltung möglichst im Rahmen eines Architektenwettbewerbs bestimmt werden.
Den Wettbewerb für den Neubau der evangelischen Kirche gewann 1961 der Architekt Hans Georg Heimel. Nach seinen Plänen entstand von 1962 bis 1963 die heutige Martin-Luther-Kirche.

## Baubeschreibung
Die Martin-Luther-Kirche liegt westlich der Langener Altstadt sowie westlich der in Nord-Süd-Richtung verlaufenden Bahnstrecke zwischen Frankfurt und Darmstadt im Stadtteil Oberlinden. Das Kirchengebäude gliedert sich in ein hochgeschlossenes kubusförmiges Kirchenschiff im Süden und einen aufgeständerten Campanile im Norden. Das flachgedeckte Schiff zeichnet sich durch einen Wechsel von backsteinsichtigen Wänden, Betonelementen und Glasflächen aus.
Zwei vorkragende kupferbeschlagene Eingangsportale im Norden führen vom Kirchenvorplatz ins Innere des Kirchenschiffes, das durch ein von vier sich nach unten verjüngenden Säulen getragenes Betonfaltdach überfangen wird. Der Kirchenraum wirkt sachlich und nüchtern. Im Norden befindet sich die Orgelempore. Ihr gegenüber liegt im Süden der leicht erhöhte Altarraum, dessen Mitte ein steinerner Altarblock einnimmt. Die Wand des Altarraums dominiert ein in Blau- und Violetttönen gehaltener Wandteppich, auf der linken Seite steht eine zur Gestaltung des Altarblocks passende steinerne Kanzel.

## Ausstattung
Das vom Offenbacher Maler und Bildhauer Bernd Rosenheim geschaffene Tauffenster ist das einzige Fenster im Kirchenraum, das eine grafisch-stilisierte Bleiglasgestaltung erhielt. Darin wird das Dornenkronen-Motiv aufgegriffen.
Der Wandteppich an der Stirnwand des Altarraums wurde in der Darmstädter Werkstatt von Fritz und Inge Dahle hergestellt. Er kombiniert das Tauben- und Fischmotiv mit abstrakten Farbfeldern.
Altarblock, Kanzel, Kerzentisch und Altarkreuz wurden vom Darmstädter Bildhauer Hermann Tomada hergestellt.
Die Orgel wurde 1965 von der Windesheimer Firma Gebrüder Oberlinger gefertigt. Sie besitzt 20 Register und verfügt über zwei Manuale und Pedal.